# Hydaticus tenuis
Hydaticus tenuis är en skalbaggsart som beskrevs av Gschwendtner 1938. Hydaticus tenuis ingår i släktet Hydaticus och familjen dykare. Inga underarter finns listade i Catalogue of Life.